# 風に乗る騎士
『風に乗る騎士』（かぜにのるきし、英語: Ridin' the Wind）は、1925年に制作されたアメリカ合衆国のサイレント映画、デル・アンドリュースが監督した西部劇で、フレッド・トムソン、ジャクリーン・ガズドン、デイヴィッド・ダンバーが主演した。

## あらすじ
孤児となったハークネス兄弟の兄ジムは、自ら働き、弟ディックを故郷を離れた学校に送る。やがて、この地域を「黒帽団」と称する強盗団が荒らし回るようになる。ジムは保安官レイシーと協力して、一味を退治すべく躍起になるが、そんなジムに、レイシーの娘メイが惹かれ、相思相愛となる。そんな折に、学校を卒業したというディックが舞い戻ってくる。 ...

## キャスト
- フレッド・トムソン - ジム・ハークネス (Jim Harkness)
- ジャクリーン・ガズドン -メイ・レイシー (May Lacy)
- ルイス・サージェント（英語版） - ディック・ハークネス (Dick Harkness)
- デイヴィッド・ダンバー - 黒帽団の首領 (Leader of the Black Hat Gang)
- ベティ・スコット - ドリー・ダットン (Dolly Dutton)
- デイヴィッド・カービー (David Kirby) - 保安官レイシー (Sheriff Lacy)